# Broncho Billy and the Outlaw's Mother
Broncho Billy and the Outlaw's Mother è un cortometraggio muto del 1913 scritto, diretto, interpretato e prodotto da Gilbert M. 'Broncho Billy' Anderson.

## Produzione
Il film fu prodotto dalla Essanay Film Manufacturing Company.

## Distribuzione
Distribuito dalla General Film Company, il film  - un cortometraggio in una bobina - uscì nelle sale cinematografiche USA l'11 gennaio 1913.